# Yaylayolu, Tercan
Yaylayolu là một xã thuộc huyện Tercan, tỉnh Erzincan, Thổ Nhĩ Kỳ. Dân số thời điểm năm 2010 là 134 người.